# (37821) 1998 BM8
1998 BM8 (asteroide 37821) é um asteroide da cintura principal. Possui uma excentricidade de 0.12141580 e uma inclinação de 12.03449º.
Este asteroide foi descoberto no dia 25 de janeiro de 1998 por Takao Kobayashi em Oizumi.